# Hwang Ui-jo
Hwang Ui-jo (황의조?, 黃義助?; Seongnam, 28 agosto 1992) è un calciatore sudcoreano, attaccante dell'Alanyaspor.

## Caratteristiche tecniche
Gioca come centravanti. Fisicamente resistente, la sua tecnica di tiro non si basa tanto sulla potenza quanto sulla precisione e sul posizionamento, abile nel segnare calciando di prima intenzione, in alcune occasioni è capace di trovare il gol direttamente dalla corta distanza me è anche in grado di andare a rete tirando da fuori area, oltre a ciò sfrutta bene pure il colpo di testa. Come rigorista è affidabile calciando dagli undici metri.

## Carriera

### Club

#### Gli inizi, Seongnam
Esordisce nel professionismo con il Seongnam, segnando la sua prima rete già al debutto il 3 marzo 2013 perdendo per 2-1 contro il Suwon Bluewings, riesce a fare un gol nella sua prima vittoria il l'8 maggio dello stesso anno, battendo per 4-2 la squadra dell'Università di Dong-Eui. Nel 2014 vince la Coppa di Corea del Sud, segna un solo gol, che devide la vittoria su 1-0 contro il Daegu FC. Segna 13 gol nell'edizione 2015 del campionato sudcoreano, con una sua rete la squadra sconfigge per 1-0 l'Incheon United, riesce a fare un altro gol battendo per 2-1 il Gwangju FC, segna una doppietta vincendo per 2-1 contro il Jeonbuk Hyundai e per 2-0 contro il Daejeon Citizen. Gioca nella AFC Champions League segna il gol del 2-0 battendo il Gamba Osaka e la sua rete permette al Seongnam di sconfiggere per 1-0 il Guangzhou. Segna nove reti nell'edizione 2016, riesce a fare un gol sia al Gwangju FC che al Jeonnam Dragons vincendo entrambi i match per 2-0, mette a segno un gol contro l'Ulsan Hyundai vincendo per 3-0, è autore di un altro gol battendo per 3-1 il Seoul, inoltre segna una doppietta vincendo per 3-2 contro l'Incheon United. La squadra retrocede nella seconda divisione, dove Ui-jo, nel 2017 gioca la sua ultima stagione con la squadra.

#### Gamba Osaka
Dal 2017 inizia a giocare per il club giapponese del Gamba Osaka, segna il suo primo gol il 29 luglio nel campionato nipponico battendo per 3-1 il Cerezo Osaka. Nella Coppa J. League è autore di una tripletta battendo per 3-2 il Júbilo Iwata, invece nella stagione 2018 della J1 League riesce a segnare una doppietta in tre partie, sconfiggendo per 2-1 lo Shimizu S-Pulse, pareggianfo per 2-2 con il Kashiwa Reysol e perdendo per 3-2 con l'FC Tokyo, inoltre con le sue rete vince per 1-0 contro il Sanfrecce Hiroshima, lo Shonan Bellmare e il Cerezo Osaka, inoltre segna il gol del 2-1 battendo il Vissel Kobe. Gli ultimi gol per la squadra riesce a segnarli il 29 giugno 2019 con una doppietta battendo il Matsumoto Yamaga per 3-1.

#### Bordeaux
Il 14 agosto 2019 è acquistato per 2 milioni di euro dal Bordeaux. Esordisce con i francesi il 10 agosto nella prima giornata di Ligue 1 persa 3-1 sul campo dell'Angers. Il 24 agosto realizza il primo gol in Francia, contribuendo al successo esterno (2-0) a Digione, segna un gol battendo per 3-1 il Tolosa inoltre è autore della rete del 2-0 sconfiggendo il Nantes. Nella stagione successiva del campionato francese segna 12 reti, riesce a fare un gol sia contro il Lens che contro il Nizza vincento tutte e due le partite per 3-0, oltre alla doppietta battendo il Digione per 3-1. Nella stagione 2021-2022 segna 11 gol, realizza la rete del 3-1 battendo il Metz, segna inoltre la rete del 2-1 sconfiggendo il Troyes, la sua doppietta permette al Bordeaux di vincere per 2-1 contro il Saint-Étienne, oltre a ciò segna una tripletta nella partita vinta 4-3 contro il Marsiglia.

#### Nottingham Forest e vari prestiti
Il 26 agosto 2022 viene acquistato a titolo definitivo dal Nottingham Forest ed il giorno seguente è stato ceduto in prestito all'Olympiakos, con cui gioca in tutto solo 12 partite, successivamente torna a giocare in Corea del Sud nel 2023 con il Seoul dove segna 4 gol, con un rigore riesce a fare una rete battendo per 3-0 il Daegu FC, è autore di un gol sconfiggendo per 3-1 il Suwon Bluewings.
Tornato ai Reds dove inizia la stagione 2023-2024, viene ceduto in Championship, la seconda divisione di calcio inglese, in prestito con la maglia del Norwich City debuttando il 16 settembre 2023 nella vittoria per 1-0 contro lo Stoke City. Coni Canaries colleziona 18 presenze e 3 reti complessive fino al 9 gennaio 2024 quando il prestito è stato risolto.

#### Alanyaspor
Il 6 febbraio 2024 viene ceduto in prestito all'Alanyaspor fino al termine della stagione. Con la squadra turca raccoglie otto presenze ed una rete in campionato fino al termine della stagione quando, non venendo riscattato, torna in Inghilterra.
Il 6 settembre 2024, dopo aver svolto la preparazione estiva con il Nottingham Forest, fa ritorno in Turchia sempre all'Alanyaspor, questa volta a titolo definitivo, con cui sottoscrive un contratto annuale.

### Nazionale
Ottiene la sua prima convocazione nella nazionale della Corea del Sud nel 2015, il 3 settembre nella vittoria per 8-0 contro il Laos, il 13 ottobre dello stesso anno gioca un'amichevole contro la Giamaica dove segna il suo primo gol con la nazionale con la rete del 3-0. Il 12 ottobre 2018 è autore di un gol sconfiggendo in un'amichevole l'Uruguay per 2-1.
Viene convocato come fuori quota nel 2018 nella Nazionale Under-23 partecipando ai Giochi asiatici vincendo la medaglia d'oro, segna una tripletta battendo per 6-0 il Bahrein, è autore di un gol agli ottavi di finale sconfiggendo l'Iran per 2-0, un'altra tripletta la mette a segno ai danni dell'Uzbekistan ai quarti di finale vincendo per 4-3, l'ultimo gol lo realizza in semifinale sconfiggendo per 3-1 il Vietnam.
Nel 2019 partecipa alla Coppa d'Asia, segna la rete del 1-0 battendo le Filippine, inoltre trasforma un rigore sconfiggendo la Cina per 2-0. Sempre nel 2019 ha giocato varie amichevoli, segna un gol vincendo per 1-0 contro l'Australia, la sua prima doppietta con la nazionale la segna pareggiando per 2-2 contro la Georgia.
Prende parte come fuori quota ai Giochi di Tokyo, segna una tripletta nella vittoria per 6-0 contro l'Honduras.
Nel 2023 glie viene preclusa la possibilità di essere convocato nella nazionale per l'accusa di aver girato un video pornografico che vede come protagonista la sua ex fidanzata.

## Statistiche

### Presenze e reti nei club
Statistiche aggiornate al 2 aprile 2022.
| Stagione           | Squadra            | Campionato         | Campionato | Campionato | Coppe nazionali | Coppe nazionali | Coppe nazionali | Coppe continentali | Coppe continentali | Coppe continentali | Altre coppe | Altre coppe | Altre coppe | Totale | Totale |
| Stagione           | Squadra            | Comp               | Pres       | Reti       | Comp            | Pres            | Reti            | Comp               | Pres               | Reti               | Comp        | Pres        | Reti        | Pres   | Reti   |
| ------------------ | ------------------ | ------------------ | ---------- | ---------- | --------------- | --------------- | --------------- | ------------------ | ------------------ | ------------------ | ----------- | ----------- | ----------- | ------ | ------ |
| 2013               | Seongnam           | KL                 | 22         | 2          | CCdS            | 1               | 1               | -                  | -                  | -                  | -           | -           | -           | 23     | 3      |
| 2014               | Seongnam           | KL                 | 28         | 4          | CCdS            | 2               | 1               | -                  | -                  | -                  | -           | -           | -           | 30     | 5      |
| 2015               | Seongnam           | KL                 | 34         | 15         | CCdS            | 3               | 3               | ACL                | 8                  | 3                  | -           | -           | -           | 45     | 21     |
| 2016               | Seongnam           | KL                 | 37+1       | 9+0        | CCdS            | 1               | 1               | -                  | -                  | -                  | -           | -           | -           | 43     | 10     |
| 2017               | Seongnam           | KL                 | 18         | 5          | CCdS            | 1               | 0               | -                  | -                  | -                  | -           | -           | -           | 19     | 5      |
| Totale Seongnam    | Totale Seongnam    | Totale Seongnam    | 140        | 35         |                 | 8               | 6               |                    | 8                  | 3                  |             | -           | -           | 156    | 44     |
| 2017               | Gamba Osaka        | J1                 | 13         | 3          | CG+CdL          | 0+2             | 0               | -                  | -                  | -                  | -           | -           | -           | 15     | 3      |
| 2018               | Gamba Osaka        | J1                 | 27         | 16         | CG+CdL          | 1+6             | 0+4             | -                  | -                  | -                  | -           | -           | -           | 34     | 20     |
| 2019               | Gamba Osaka        | J1                 | 19         | 4          | CG+CdL          | 0+3             | 0+3             | -                  | -                  | -                  | -           | -           | -           | 22     | 7      |
| Totale Gamba Osaka | Totale Gamba Osaka | Totale Gamba Osaka | 59         | 23         |                 | 12              | 7               |                    | -                  | -                  |             | -           | -           | 71     | 30     |
| 2019-2020          | Bordeaux           | L1                 | 24         | 6          | CF+CdL          | 1+1             | 0+0             | -                  | -                  | -                  | -           | -           | -           | 26     | 6      |
| 2020-2021          | Bordeaux           | L1                 | 36         | 12         | CF              | 1               | 0               | -                  | -                  | -                  | -           | -           | -           | 37     | 12     |
| 2021-2022          | Bordeaux           | L1                 | 25         | 10         | CF              | 1               | 0               | -                  | -                  | -                  | -           | -           | -           | 26     | 10     |
| Totale Bordeaux    | Totale Bordeaux    | Totale Bordeaux    | 85         | 28         |                 | 4               | 0               |                    | -                  | -                  |             | -           | -           | 89     | 28     |
| Totale carriera    | Totale carriera    | Totale carriera    | 284        | 86         |                 | 24              | 13              |                    | 8                  | 3                  |             | -           | -           | 316    | 102    |

### Cronologia presenze e reti in Nazionale
| Cronologia completa delle presenze e delle reti in nazionale ― Corea del Sud | Cronologia completa delle presenze e delle reti in nazionale ― Corea del Sud | Cronologia completa delle presenze e delle reti in nazionale ― Corea del Sud | Cronologia completa delle presenze e delle reti in nazionale ― Corea del Sud | Cronologia completa delle presenze e delle reti in nazionale ― Corea del Sud | Cronologia completa delle presenze e delle reti in nazionale ― Corea del Sud | Cronologia completa delle presenze e delle reti in nazionale ― Corea del Sud | Cronologia completa delle presenze e delle reti in nazionale ― Corea del Sud |
| Data                                                                         | Città                                                                        | In casa                                                                      | Risultato                                                                    | Ospiti                                                                       | Competizione                                                                 | Reti                                                                         | Note                                                                         |
| ---------------------------------------------------------------------------- | ---------------------------------------------------------------------------- | ---------------------------------------------------------------------------- | ---------------------------------------------------------------------------- | ---------------------------------------------------------------------------- | ---------------------------------------------------------------------------- | ---------------------------------------------------------------------------- | ---------------------------------------------------------------------------- |
| 3-9-2015                                                                     | Hwaseong                                                                     | Corea del Sud                                                                | 8 – 0                                                                        | Laos                                                                         | Qual. Mondiali 2018                                                          | -                                                                            | 62’                                                                          |
| 8-9-2015                                                                     | Sidone                                                                       | Libano                                                                       | 0 – 3                                                                        | Corea del Sud                                                                | Qual. Mondiali 2018                                                          | -                                                                            | 76’                                                                          |
| 13-10-2015                                                                   | Seul                                                                         | Corea del Sud                                                                | 3 – 0                                                                        | Giamaica                                                                     | Amichevole                                                                   | 1                                                                            |                                                                              |
| 12-11-2015                                                                   | Suwon                                                                        | Corea del Sud                                                                | 4 – 0                                                                        | Birmania                                                                     | Qual. Mondiali 2018                                                          | -                                                                            | 63’                                                                          |
| 24-3-2016                                                                    | Ansan                                                                        | Corea del Sud                                                                | 1 – 0                                                                        | Libano                                                                       | Qual. Mondiali 2018                                                          | -                                                                            | 70’                                                                          |
| 27-3-2016                                                                    | Bangkok                                                                      | Thailandia                                                                   | 0 – 1                                                                        | Corea del Sud                                                                | Amichevole                                                                   | -                                                                            | 87’                                                                          |
| 1-6-2016                                                                     | Salisburgo                                                                   | Spagna                                                                       | 6 – 1                                                                        | Corea del Sud                                                                | Amichevole                                                                   | -                                                                            | 46’                                                                          |
| 5-6-2016                                                                     | Praga                                                                        | Rep. Ceca                                                                    | 1 – 2                                                                        | Corea del Sud                                                                | Amichevole                                                                   | -                                                                            | 88’                                                                          |
| 28-3-2017                                                                    | Seoul                                                                        | Corea del Sud                                                                | 1 – 0                                                                        | Siria                                                                        | Qual. Mondiali 2018                                                          | -                                                                            | 86’                                                                          |
| 7-10-2017                                                                    | Mosca                                                                        | Russia                                                                       | 4 – 2                                                                        | Corea del Sud                                                                | Amichevole                                                                   | -                                                                            | 64’                                                                          |
| 10-10-2017                                                                   | Bienne                                                                       | Corea del Sud                                                                | 1 – 3                                                                        | Marocco                                                                      | Amichevole                                                                   | -                                                                            | 53’                                                                          |
| 7-9-2018                                                                     | Goyang                                                                       | Corea del Sud                                                                | 2 – 0                                                                        | Costa Rica                                                                   | Amichevole                                                                   | -                                                                            | 67’                                                                          |
| 11-9-2018                                                                    | Suwon                                                                        | Corea del Sud                                                                | 0 – 0                                                                        | Cile                                                                         | Amichevole                                                                   | -                                                                            | 58’                                                                          |
| 12-10-2018                                                                   | Seul                                                                         | Corea del Sud                                                                | 2 – 1                                                                        | Uruguay                                                                      | Amichevole                                                                   | 1                                                                            | 67’                                                                          |
| 16-10-2018                                                                   | Cheonan                                                                      | Corea del Sud                                                                | 2 – 2                                                                        | Panama                                                                       | Amichevole                                                                   | -                                                                            | 65’                                                                          |
| 17-11-2018                                                                   | Brisbane                                                                     | Australia                                                                    | 1 – 1                                                                        | Corea del Sud                                                                | Amichevole                                                                   | 1                                                                            | 46’                                                                          |
| 20-11-2018                                                                   | Brisbane                                                                     | Uzbekistan                                                                   | 0 – 4                                                                        | Corea del Sud                                                                | Amichevole                                                                   | 1                                                                            | 70’                                                                          |
| 31-12-2018                                                                   | Abu Dhabi                                                                    | Arabia Saudita                                                               | 0 – 0                                                                        | Corea del Sud                                                                | Amichevole                                                                   | -                                                                            | 60’                                                                          |
| 7-1-2019                                                                     | Dubai                                                                        | Corea del Sud                                                                | 1 – 0                                                                        | Filippine                                                                    | Coppa d'Asia 2019 - 1º turno                                                 | 1                                                                            |                                                                              |
| 11-1-2019                                                                    | al-'Ayn                                                                      | Kirghizistan                                                                 | 0 – 1                                                                        | Corea del Sud                                                                | Coppa d'Asia 2019 - 1º turno                                                 | -                                                                            | 82’                                                                          |
| 16-1-2019                                                                    | Abu Dhabi                                                                    | Corea del Sud                                                                | 2 – 0                                                                        | Cina                                                                         | Coppa d'Asia 2019 - 1º turno                                                 | 1                                                                            | 70’                                                                          |
| 22-1-2019                                                                    | Dubai                                                                        | Corea del Sud                                                                | 2 – 1 dts                                                                    | Bahrein                                                                      | Coppa d'Asia 2019 - Ottavi di finale                                         | -                                                                            |                                                                              |
| 25-1-2019                                                                    | Abu Dhabi                                                                    | Corea del Sud                                                                | 0 – 1                                                                        | Qatar                                                                        | Coppa d'Asia 2019 - Quarti di finale                                         | -                                                                            |                                                                              |
| 22-3-2019                                                                    | Ulsan                                                                        | Corea del Sud                                                                | 1 – 0                                                                        | Bolivia                                                                      | Amichevole                                                                   | -                                                                            | 63’                                                                          |
| 26-3-2019                                                                    | Seul                                                                         | Corea del Sud                                                                | 2 – 1                                                                        | Colombia                                                                     | Amichevole                                                                   | -                                                                            | 83’                                                                          |
| 7-6-2019                                                                     | Pusan                                                                        | Corea del Sud                                                                | 1 – 0                                                                        | Australia                                                                    | Amichevole                                                                   | 1                                                                            | 67’                                                                          |
| 11-6-2019                                                                    | Seul                                                                         | Corea del Sud                                                                | 1 – 1                                                                        | Iran                                                                         | Amichevole                                                                   | 1                                                                            | 83’                                                                          |
| 5-9-2019                                                                     | Istanbul                                                                     | Georgia                                                                      | 2 – 2                                                                        | Corea del Sud                                                                | Amichevole                                                                   | 2                                                                            | 46’                                                                          |
| 10-9-2019                                                                    | Aşgabat                                                                      | Turkmenistan                                                                 | 0 – 2                                                                        | Corea del Sud                                                                | Qual. Mondiali 2022                                                          | -                                                                            | 82’                                                                          |
| 15-10-2019                                                                   | Pyongyang                                                                    | Corea del Nord                                                               | 0 – 0                                                                        | Corea del Sud                                                                | Qual. Mondiali 2022                                                          | -                                                                            | 79’                                                                          |
| 14-11-2019                                                                   | Beirut                                                                       | Libano                                                                       | 0 – 0                                                                        | Corea del Sud                                                                | Qual. Mondiali 2022                                                          | -                                                                            |                                                                              |
| 19-11-2019                                                                   | Abu Dhabi                                                                    | Brasile                                                                      | 3 – 0                                                                        | Corea del Sud                                                                | Amichevole                                                                   | -                                                                            |                                                                              |
| 14-11-2020                                                                   | Wiener Neustadt                                                              | Corea del Sud                                                                | 2 – 3                                                                        | Messico                                                                      | Amichevole                                                                   | 1                                                                            | 68’                                                                          |
| 17-11-2020                                                                   | Maria Enzersdorf                                                             | Qatar                                                                        | 1 – 2                                                                        | Corea del Sud                                                                | Amichevole                                                                   | 1                                                                            | 88’                                                                          |
| 5-6-2021                                                                     | Goyang                                                                       | Corea del Sud                                                                | 5 – 0                                                                        | Turkmenistan                                                                 | Qual. Mondiali 2022                                                          | 2                                                                            |                                                                              |
| 12-6-2021                                                                    | Goyang                                                                       | Corea del Sud                                                                | 2 – 1                                                                        | Libano                                                                       | Qual. Mondiali 2022                                                          | -                                                                            |                                                                              |
| 2-9-2021                                                                     | Seoul                                                                        | Corea del Sud                                                                | 0 – 0                                                                        | Iraq                                                                         | Qual. Mondiali 2022                                                          | -                                                                            |                                                                              |
| 7-9-2021                                                                     | Suwon                                                                        | Corea del Sud                                                                | 1 – 0                                                                        | Libano                                                                       | Qual. Mondiali 2022                                                          | -                                                                            | 72’                                                                          |
| 7-10-2021                                                                    | Seoul                                                                        | Corea del Sud                                                                | 2 – 1                                                                        | Siria                                                                        | Qual. Mondiali 2022                                                          | -                                                                            | 69’                                                                          |
| 12-10-2021                                                                   | Teheran                                                                      | Iran                                                                         | 1 – 1                                                                        | Corea del Sud                                                                | Qual. Mondiali 2022                                                          | -                                                                            | 81’                                                                          |
| 27-1-2022                                                                    | Sidone                                                                       | Libano                                                                       | 0 – 1                                                                        | Corea del Sud                                                                | Qual. Mondiali 2022                                                          | -                                                                            |                                                                              |
| 1-2-2022                                                                     | Dubai                                                                        | Siria                                                                        | 0 – 2                                                                        | Corea del Sud                                                                | Qual. Mondiali 2022                                                          | -                                                                            | 90’                                                                          |
| 24-3-2022                                                                    | Seoul                                                                        | Corea del Sud                                                                | 2 – 0                                                                        | Iran                                                                         | Qual. Mondiali 2022                                                          | -                                                                            | 67’                                                                          |
| 29-3-2022                                                                    | Dubai                                                                        | Emirati Arabi Uniti                                                          | 1 – 0                                                                        | Corea del Sud                                                                | Qual. Mondiali 2022                                                          | -                                                                            |                                                                              |
| 2-6-2022                                                                     | Seul                                                                         | Corea del Sud                                                                | 1 – 5                                                                        | Brasile                                                                      | Amichevole                                                                   | 1                                                                            | 71’                                                                          |
| 10-6-2022                                                                    | Suwon                                                                        | Corea del Sud                                                                | 2 – 2                                                                        | Paraguay                                                                     | Amichevole                                                                   | -                                                                            | 74’                                                                          |
| 14-6-2022                                                                    | Seoul                                                                        | Corea del Sud                                                                | 4 – 1                                                                        | Egitto                                                                       | Amichevole                                                                   | 1                                                                            | 79’                                                                          |
| 23-9-2022                                                                    | Goyang                                                                       | Corea del Sud                                                                | 2 – 2                                                                        | Costa Rica                                                                   | Amichevole                                                                   | -                                                                            | 77’                                                                          |
| 27-9-2022                                                                    | Seul                                                                         | Corea del Sud                                                                | 1 – 0                                                                        | Camerun                                                                      | Amichevole                                                                   | -                                                                            | 72’ 82’                                                                      |
| 24-11-2022                                                                   | Al Rayyan                                                                    | Uruguay                                                                      | 0 – 0                                                                        | Corea del Sud                                                                | Mondiali 2022 - 1º turno                                                     | -                                                                            | 74’                                                                          |
| 28-11-2022                                                                   | Al Rayyan                                                                    | Corea del Sud                                                                | 2 – 3                                                                        | Ghana                                                                        | Mondiali 2022 - 1º turno                                                     | -                                                                            | 79’                                                                          |
| 2-12-2022                                                                    | Al Rayyan                                                                    | Corea del Sud                                                                | 2 – 1                                                                        | Portogallo                                                                   | Mondiali 2022 - 1º turno                                                     | -                                                                            | 81’                                                                          |
| 5-12-2022                                                                    | Doha                                                                         | Brasile                                                                      | 4 – 1                                                                        | Corea del Sud                                                                | Mondiali 2022 - Ottavi di finale                                             | -                                                                            | 80’                                                                          |
| 28-3-2023                                                                    | Seul                                                                         | Corea del Sud                                                                | 1 – 2                                                                        | Uruguay                                                                      | Amichevole                                                                   | -                                                                            | 70’                                                                          |
| 15-6-2023                                                                    | Busan                                                                        | Corea del Sud                                                                | 0 – 1                                                                        | Perù                                                                         | Amichevole                                                                   | -                                                                            | 85’                                                                          |
| 20-6-2023                                                                    | Daejeon                                                                      | Corea del Sud                                                                | 1 – 1                                                                        | El Salvador                                                                  | Amichevole                                                                   | 1                                                                            | 46’                                                                          |
| 7-9-2023                                                                     | Cardiff                                                                      | Galles                                                                       | 0 – 0                                                                        | Corea del Sud                                                                | Amichevole                                                                   | -                                                                            | 74’                                                                          |
| 12-9-2023                                                                    | Newcastle upon Tyne                                                          | Arabia Saudita                                                               | 0 – 1                                                                        | Corea del Sud                                                                | Amichevole                                                                   | -                                                                            | 68’                                                                          |
| 13-10-2023                                                                   | Seul                                                                         | Corea del Sud                                                                | 4 – 0                                                                        | Tunisia                                                                      | Amichevole                                                                   | 1                                                                            | 65’                                                                          |
| 17-10-2023                                                                   | Suwon                                                                        | Corea del Sud                                                                | 6 – 0                                                                        | Vietnam                                                                      | Amichevole                                                                   | -                                                                            | 65’                                                                          |
| 16-11-2023                                                                   | Seul                                                                         | Corea del Sud                                                                | 5 – 0                                                                        | Singapore                                                                    | Qual. Mondiali 2026                                                          | 1                                                                            | 65’                                                                          |
| 21-11-2023                                                                   | Shenzhen                                                                     | Cina                                                                         | 0 – 3                                                                        | Corea del Sud                                                                | Qual. Mondiali 2026                                                          | -                                                                            | 72’                                                                          |
| Totale                                                                       |                                                                              | Presenze                                                                     | 62                                                                           |                                                                              | Reti                                                                         | 19                                                                           |                                                                              |

## Palmarès

### Club
- Coppa della Corea del Sud: 1

Seongnam: 2014

### Nazionale
- Giochi asiatici: 1

2018